# Tebello Nyokong
Tebello Nyokong est une chimiste sud-africaine née le 20 octobre 1951. Elle est professeure à l'Université Rhodes et lauréate de nombreux prix dont l'Ordre de Mapungubwe décerné par la Présidence de l'Afrique du Sud. Elle a été reconnue l'une des dix femmes d'Afrique ayant le plus d'influence en science et technologie. Ses recherches portent sur la photochimiothérapie, une méthode alternative de traitement du cancer à la chimiothérapie.

## Formation
Tebello Nyokong vient d'un milieu pauvre, elle portait des habits de seconde main et vivait pieds nus. Née en 1951 au Lesotho, elle a grandi dans le township de Sharpeville, à 50 km au sud de Johannesbourg. Elle a 9 ans lorsque, le 21 mars 1960, cette banlieue noire est le théâtre d'un massacre par la police sud-africaine. Celle-ci ouvre le feu sur un rassemblement contre la mise en place d'un système de passeports intérieurs. Ces tirs font 69 morts et 178 blessés. Tebello Nyokong est envoyée vivre chez ses grands-parents dans les montagnes du Lesotho. Elle découvre les sciences en observant la nature pendant qu'elle travaille à huit ans comme bergère de moutons. Nyokong déclare qu'elle alternera une journée à l'école et une journée avec les moutons car quelqu'un devait en prendre soin. Nyokong déclare également qu'une de ses ambitions d'enfant était de posséder sa propre paire de chaussures. Lors de ses débuts à l'école, elle se trouve privée de sciences car on lui dit que c'est trop dur. Ce n'est qu'au bout de deux ans qu'elle change de direction et grâce à sa persévérance elle suit des études de sciences.
Tebello Nyokong est diplômée à la fois en chimie et en biologie à l'Université nationale du Lesotho en 1977. Elle part pour obtenir son mastère en chimie à l'Université McMaster en Ontario au Canada. En 1987, elle obtient son doctorat de chimie à l'Université de Western Ontario. Ensuite, elle obtient une bourse Fulbright lui permettant de poursuivre ses études post-doctorales à l'Université Notre-Dame-du-Lac aux États-Unis.

## Carrière
Après cette bourse Fulbright, Tebello Nyokong revient au Lesotho pour un poste à l'Université du Lesotho. En 1992, elle obtient un poste de maître de conférences à l'Université Rhodes. La Fondation Nationale de Recherche lui attribue une cote élevée et l'aide à obtenir un laboratoire de recherche à l'université. Bientôt elle est promue professeur, puis professeure éminente. Elle est connue pour ses recherches en nanotechnologie, ainsi que ses travaux sur la photochimiothérapie. Pionnières dans ce second domaine, ses recherches ouvrent le chemin vers une détection et un traitement plus sûrs du cancer, sans les effets secondaires de la chimiothérapie : en s'intéressant à la synthèse et la caractérisation d’un groupe de composés de la famille des phthalocyanines, communément utilisés comme colorants pour les jeans, elle découvre que ces molécules s’activent à la lumière et ainsi permettent de détecter les agents polluants dans les eaux de surface et de traiter certains cancers.
Nyokong publie une lettre ouverte qu'elle destine nommément à une autre elle-même âgée de 18 ans (qui aurait travaillé dur pour parcourir un cycle d'études de trois années en science en seulement deux ans). La lettre rassure son avatar plus jeune de garder courage comme sa famille pourrait ne pas réaliser les opportunités futures. Elle se termine par « Tu crois que tu peux être une épouse et une mère et quand même être un soutien de famille et contribuer à la société. Et tu le feras. (You believe you can be a wife and a mother and still be a bread winner and contribute to society. And you will.) ».
En 2014, elle est professeure à l'Université Rhodes à Grahamstown. Elle pose pour un portrait photographique parmi les 21 icons d'Adrian Steirn qui l'imagine endosser de nouveau son rôle de bergère mais une bergère devenue adulte et portant sa blouse blanche de chimiste. Des copies de la photo ont été vendues pour une œuvre de bienfaisance.
En 2021, Tebello ऴNyokong coécrit un article dans Nature Materials soulignant les obstacles auxquels sont confrontés les chercheurs en Afrique. Elle et ses collègues ont écrit que si le gouvernement finançait les salaires des universités et l'entretien de base, des partenaires internationaux étaient nécessaires pour apporter davantage de ressources pour financer la recherche elle-même. Ils ont également noté que les efforts de collaboration favorisent les communautés scientifiques les plus intégrées et qu'il faut redoubler d'efforts pour combler le fossé entre la recherche universitaire et les produits commercialisables.

## Prix et distinctions
En 2007, Tebello Nyokong est l'une des trois scientifiques les plus prolifiques en publications en Afrique du Sud. Elle a reçu de nombreuses marques de reconnaissance, aux plans national et international, dont ces distinctions :
- 2004 Ordre de Mapungubwe en bronze
- 2009 Prix L'Oréal-Unesco pour les femmes et la science
- 2010 Intronisée au Lesotho Hall of fame
- 2010 Docteure honoris causa de l'Université Walter Sisulu et de l'Université d'Afrique du Sud
- 2011 Honorée comme Chimiste éminente par la Royal Society in Chemistry/Pan African Chemistry Network
- 2012 Médaille d'or du South African Chemical Institute (SACI)
- 2013 Lifetime Achievement Award de la National Research Foundation[7]
- 2015: Prix scientifique Kwamé Nkrumah de l'Union africaine